# Epitaph für Georg Letslin

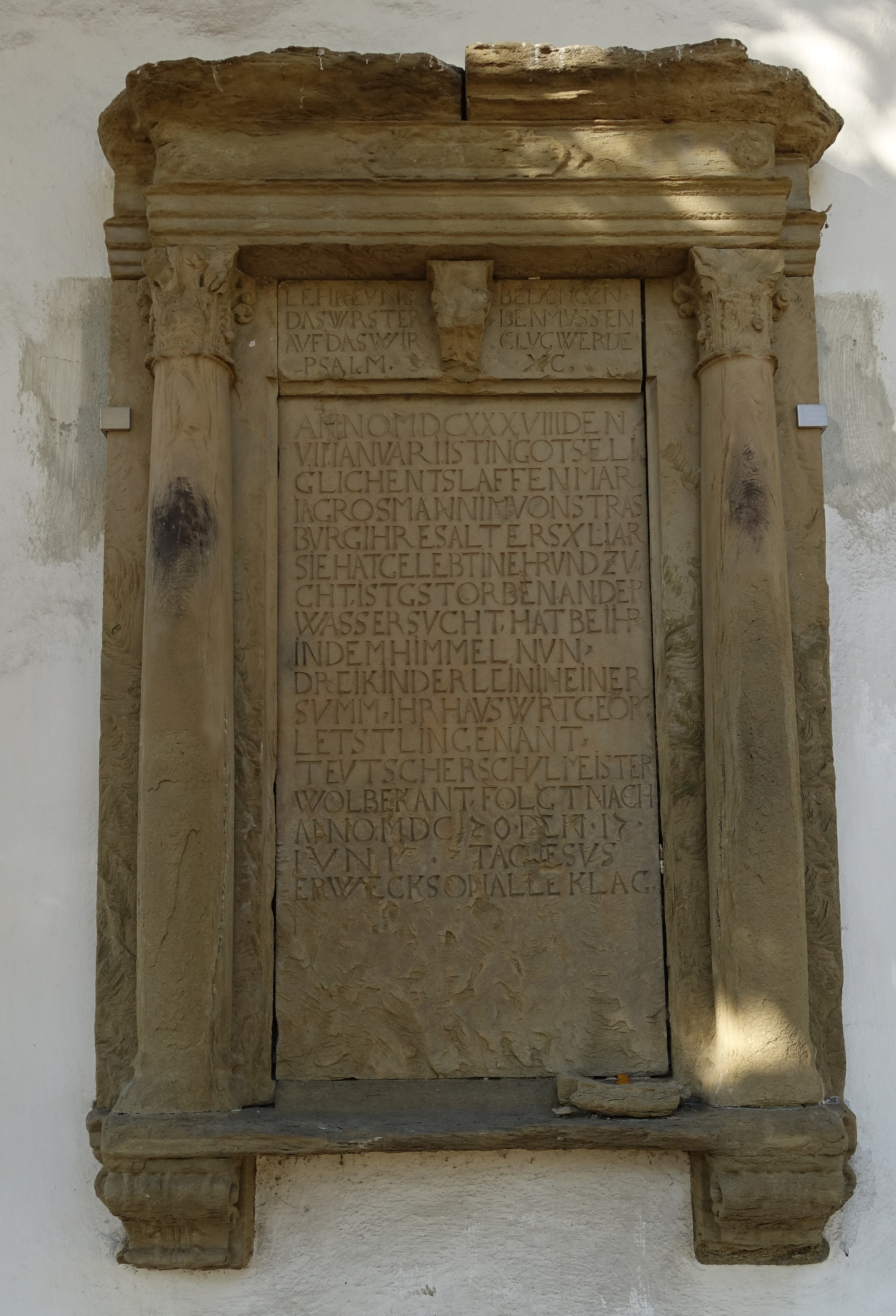
Epitaph für Georg Letslin.

Das Epitaph für Georg Letslin ist eines von 14 Epitaphen der Uffkirche in Stuttgart-Bad Cannstatt. Das Außenepitaph ist dem Cannstatter Lehrer Georg Letslin († nach 1638) und seiner Frau Maria Großmann (1598–1638) gewidmet. Von dem ursprünglich dreistöckigen Renaissance-Epitaph eines unbekannten Meisters hat sich nur eine teilweise stark beschädigte Ädikula mit der Gedenkinschrift erhalten.

## Beschreibung
Das Wandepitaph ist an der Südwand der Kirche links neben dem vollständig erhaltenen, dreistöckigen Epitaph für Jakob Spittler angebracht. Von dem Letslin-Epitaph ist nur die Ädikula erhalten, die der großen Ädikula des Spittler-Epitaphs ähnlich ist. Es ist anzunehmen, dass auch das Letslin-Epitaph eine kleine Ädikula mit Giebelaufsatz besaß. Die Lithographie der Uffkirche von 1830 (siehe Abbildung oben rechts) gibt ein nur ungenaues Bild der Südwand wieder, zeigt aber zwei im Aufbau gleiche, dreistöckige Epitaphe links neben dem Portal (→ Abbildung).
Die Ädikula ruht mit 2 korinthischen Säulen auf einer flachen Konsolplatte, die durch 2 volutenförmige Konsolen gestützt wird. Die Kapitelle, die Konsolplatte und die Konsolen sind stark verwittert. Zwischen den Säulen ist die vertiefte Inschriftentafel mit der gut erhaltenen Gedenkinschrift angebracht (Inschrift 2). Sie wird von einem Querbalken mit der ebenfalls gut erhaltenen Inschrift einer Bibellosung bekrönt (Inschrift 1), die durch einen stark beschädigten Schlussstein (Agraffe) zweigeteilt wird. Das Gebälk besteht aus Architrav, Fries und Deckplatte, die stark beschädigt sind. Der Fries trägt ein langovales Medaillon, dessen Inhalt nicht mehr erkennbar ist.
| - Uffkirche, 4 Epitaphe der Südwand, davon 2 Renaissance-Epitaphe neben dem Portal. | - Uffkirche von Süden, um 1830. Links an der Langhauswand 2 Renaissance-Epitaphe. |

## Inschriften

### Inschrift 1
- Bibellosung aus Psalm 90,12:

Lehre uns bedencen, das wir sterben müssen, auf das wir clug werden. Psalm XC.

### Inschrift 2
- Gedenkinschrift für den Cannstatter Lehrer Georg Letslin († nach 1638) und seine Frau Maria Großmann aus Straßburg (1598–1638):

| Anno MDCXXXVIII den VII. Ianuarii ist in Got seliglich entslaffen Maria Grosmannin von Strasburg ihres Alters XL Iar. |
| Sie hat gelebt in Ehre und Zucht, ist gestorben an der Wassersucht, hat bei ihr in dem Himmel nun drei Kinderlein in einer Summ. Ihr Hauswirt Georg Letslin genant, teutscher Schulmeister wolbekant, folgt nach Anno MDC[…] den 17. Juni Tag, Jesus erweck s[ie] on alle Klag. |